# نریمان عظیمف
نریمان عظیمف (ترکی آذربایجانی: Nəriman Abbasqulu oğlu Əzimov; ۱ ژوئن ۱۹۳۶ – ۱۹ اکتبر ۲۰۱۶) رهبر و آهنگ‌ساز آذربایجانی دریافت کننده لقب افتخاری هنرمند خلق آذربایجان بود.

## زندگی‌نامه
نریمان عظیمف ۱ ژوئن سال ۱۹۳۶ در شهر گنجه زاده شد. در سال ۱۹۵۵ وارد رشته رهبری آکادمی موسیقی باکو شد. ابتدا در شبکه آذتی‌وی به عنوان رهبر گروه کر کار کرد و سپس از سال ۱۹۷۴ به عنوان کارگردان هنری و رهبر در ارکستر دولتی سازهای محلی آذربایجان فعالیت داشت. در سال ۲۰۰۳ درجه علمی استاد را اخذ نمود.
نریمان عظیمف در روز ۱۹ نوامبر سال ۲۰۱۶ در باکو درگذشت.

## جوایز
- هنرمند خلق آذربایجان - ۴ ماه مه سال ۱۹۹۱[۴]
- هنرمند افتخاری جمهوری سوسیالیستی آذربایجان شوروی - ۲۹ ژوئن سال ۱۹۷۷
- نشان شهرت - ۷ نوامبر سال ۲۰۱۶[۵]
- مدرک افتخاری شورای عالی جمهوری سوسیالیستی آذربایجان شوروی - ۹ دسامبر سال ۱۹۸۲